# 列西街道
列西街道是中国福建省三明市三元区下辖的一个街道。

## 历史沿革
2005年，徐碧乡撤消，原徐碧乡所辖的列西村并入列西街道。2021年，梅列区和三元区合并为新的三元区，列西街道改属三元区辖。

## 行政区划
列西街道共辖8个社区及2个行政村，分别是：：
富华社区、龙岗社区、翁墩社区、北山社区、青山社区、群英社区、中台社区、小蕉社区、列西村和小蕉村。